# Snake Bite Love (Motörhead)
| Recensione             | Giudizio |
| ---------------------- | -------- |
| AllMusic               |          |
| Encyclopaedia Metallum | 66/100   |

Snake Bite Love è il quattordicesimo album dei Motörhead, uscito nel 1998 per la CMC.

## Il disco
L'album si dimostra migliore del precedente e, da alcuni, è considerato uno dei più bei lavori della band di tutto il decennio.
Tra le canzoni degne di nota, soprattutto le tracce iniziali come Love For Sale (eseguita anche per il live dell'anno successivo Everything Louder Than Everyone Else); Dogs of War, con un ritornello che fa venire in mente la classica Deaf Forever; l'omonima Snake Bite Love, Assassin e Better Off Dead, ultima canzone dell'album.

## Tracce
Tutte le tracce (eccetto dove segnato) sono scritte da Phil Campbell, Lemmy Kilmister e Mikkey Dee.
1. Love for Sale – 4:52
2. Dogs of War – 3:38
3. Snake Bite Love – 3:30
4. Assassin – 4:48
5. Take the Blame – 4:03
6. Dead and Gone – 4:18
7. Night Side – 3:37
8. Don't Lie to Me (Kilmister) – 3:59
9. Joy of Labour – 4:52
10. Desperate for You – 3:27
11. Better Off Dead – 3:42

## Formazione
- Lemmy Kilmister - basso, voce; organo in "Take the Blame"
- Phil Campbell - chitarra
- Mikkey Dee - batteria